# Allahé
Allahé est un arrondissement du département du Zou au Bénin. C'est une division administrative sous la juridiction de la commune de Za-Kpota. Selon le recensement de la population du 15 février 2002 effectué par l’Institut national de la statistique du Bénin, l’arrondissement comptait 6 903 habitants.